# Hillenbach (Neunkirchen-Seelscheid)
Hillenbach war ein Ortsteil der Gemeinde Neunkirchen-Seelscheid im Rhein-Sieg-Kreis.

## Lage
Der Hof Hillenbach lag auf einem kleinen Hügel im Wahnbachtal und wurde 1958 von der Wahnbachtalsperre überflutet. Nachbarorte waren Wahn im Westen und Wolperath im Osten. Die Ortsteile Lüttersmühle im Norden und der Petershof sind ebenfalls untergegangen.

## Geschichte
Das Anwesen gehörte zur Gemeinde Neunkirchen.
1888 gab es nur einen Bewohner. 1901 hatte der Hof drei Einwohner, den Haushalt des Ackerers Peter Hover. 1910 war hier die Witwe Peter Hover Ackerin. Vor der Aussiedlung hatte der damalige Landwirt Wilhelm Hover hier noch einen Holzhandel und einen Steinbruch betrieben.